# Anolis fortunensis
Anolis fortunensis — вид ігуаноподібних ящірок родини анолісових (Dactyloidae). Ендемік Панами.

## Поширення і екологія
Anolis fortunensis відомі з кількох місцевостей, розташованих на заході Панами, зокрема в заповіднику Фортуна. Вони живуть у вологих тропічних лісах і хмарних лісах, на висоті від 1050 до 1075 м над рівнем моря. Ведуть деревний спосіб життя, зустрічаються на кущах і деревах.